# Transfert de la cour portugaise au Brésil
 (septembre 2024).

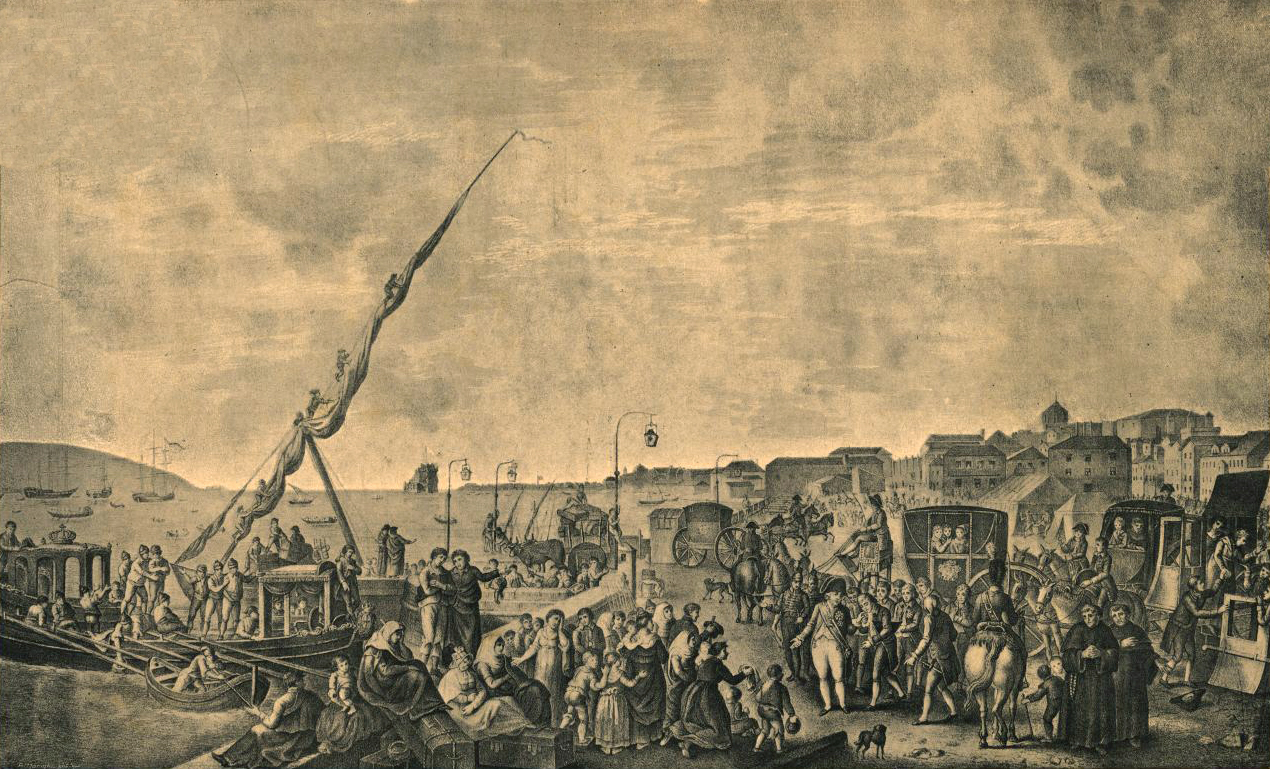
La famille royale de Portugal se préparant à partir pour le Brésil

Le transfert au Brésil de la famille royale portugaise, qui se fait sous protection anglaise, après l'invasion du Portugal par Napoléon en 1807 est un événement majeur de l'histoire de l'Amérique du Sud et du Portugal, puisqu'il enclenche le processus aboutissant à l'indépendance du Brésil, une douzaine d'années plus tard.

## Antécédents
Le transfert de la cour portugaise au Brésil est une solution qui avait déjà été envisagée dans le passé, lorsque la métropole et la souveraineté portugaise s'étaient retrouvées sous le coup d'une menace : 
lors de la crise de succession de 1580, devant l'avancée du duc d'Albe, on avait conseillé à Antoine de Crato de trouver refuge outre-Atlantique. Puis lors de la restauration de l'indépendance en 1640, après que la France a abandonné le Portugal en signant les traités de Westphalie (1648), le père António Vieira propose la même idée à Jean IV, y voyant une occasion de fonder le prophétique Cinquième Empire.
Par la suite, sans qu'aucune menace militaire ne se fasse sentir, le diplomate Luís da Cunha défend l'idée de transférer au Brésil le siège de la monarchie portugaise. L'idée commencera à être étudiée concrètement lors de l'invasion du Portugal par les troupes espagnoles, dans le cadre du Pacte de famille. Le marquis de Pombal en viendra même à ordonner la préparation d'une escadre qui transporterait Joseph Ier, la famille royale et la cour. En cela, Pombal ne faisait que s'inspirer de l'exemple étranger: Sébastien Le Prestre de Vauban conseillant au futur Philippe V d'Espagne de se réfugier en Amérique ou encore l'Impératrice Marie Thérèse d'Autriche se disposant à descendre le Danube si la cour de Vienne venait à courir un danger. 
Au début du XIXe siècle, dans le contexte international créé par l'ascension de Napoléon Bonaparte, l'idée refait surface, défendue par le marquis d'Alorna le 30 mai 1801, puis par Rodrigo de Sousa Coutinho le 16 août 1803. Ce serait pour eux un moyen de redéfinir l'équilibre des forces parmi les nations européennes.

## La conjoncture de 1807
Alliés au début de la campagne du Roussillon et de Catalogne, l'Espagne rompt son alliance avec le Portugal, faisant cause commune avec l'ennemi d'hier - la France de Napoléon. Encouragée par ce dernier, elle décide l'invasion du Portugal en 1801: ce sera la guerre des Oranges durant laquelle l'Angleterre refusera d'intervenir pour secourir son allié. Avant même que le Corps d'observation de la Gironde pénètre au Portugal, le traité de Fontainebleau, signé entre la France et l'Espagne, prévoit la division du pays en trois principautés. Mais l'intention de Napoléon à plus long terme est de remplacer les dynasties régnantes de Portugal et d'Espagne par des membres de sa propre famille. Le Portugal était de toute façon perdant: il aurait un Bonaparte sur son trône et par représailles l'Angleterre se serait emparé des colonies portugaises, Brésil inclus.

## Les faits
Après la signature du traité secret de Tilsit en juillet 1807, les représentants de la France et de l'Espagne à Lisbonne soumettent au Prince Régent du Portugal, le 12 août, les exigences de Napoléon: la participation du Portugal au blocus continental, la fermeture de ses ports aux navires britanniques, une déclaration de guerre aux Anglais, la confiscation de leurs biens au Portugal et l'emprisonnement de tous les citoyens anglais vivant dans le pays. Une réponse est attendue avant le 1er septembre.
Au Conseil d'État, réuni le 18 août, avant même d'avoir pris connaissance de la manœuvre de Napoléon, c'est l'avis du ministre António de Araújo e Azevedo qui l'emporte: le Portugal se joindra au blocus continental, fermant ainsi ses ports aux navires anglais. L'unique objection qui est faite est celle qui concerne le séquestre des biens et l'arrestation des personnes de nationalité anglaise, la mesure étant jugée contraire aux principes chrétiens. Le ministre Araújo ordonne de mettre ces décisions par écrit. Le gouvernement écartait ainsi les propositions d'une minorité menée par Rodrigo de Sousa Coutinho, défendant l'idée de faire la guerre à la France et à l'Espagne, prévoyant de mobiliser pour cela 70 000 hommes et 40 millions de cruzados. Lors de cette même réunion, Coutinho défend également la solution préconisée en 1803, d'une retraite stratégique au cas où les choses se passeraient mal militairement: la famille royale serait transportée au Brésil.
Les membres du Conseil d'État se trouvaient de fait divisés en deux clans - le « parti français » et le « parti anglais ». Ce dernier mené par Rodrigo de Sousa Coutinho, comptait également parmi ses membres João de Almeida. Il préconisait la poursuite des accords internationaux avec le Royaume-Uni, insistant sur la nécessité d'envisager avec fermeté l'idée de guerre. Le « parti français » derrière António de Araújo e Azevedo, défendait l'acceptation des conditions françaises et, bien que prétendant rester neutre, penchait du côté français.
Les réunions se succèdent alors. Lors de celle du 30 août, l'idée d'envoyer seulement au Brésil l'héritier du trône, Pedro de Alcântara, Prince de Beira, et les infantes semble l'emporter. Les préparatifs pour le départ du Prince et des infantes commencent immédiatement; on fait appareiller une escadre de quatre nefs. Les autres nefs de l'armada portugaise devaient rester chargées de la défense de Porto et de Lisbonne. Rodrigo de Sousa Coutinho continue à défendre l'idée de guerre contre la France et de fuite de toute la famille royale, en cas de difficultés militaires uniquement.
Fin octobre, durant les nouvelles réunions du Conseil d'État, João de Almeida défend encore la solution du départ de toute la famille royale et non du seul Prince de Beira et des infantes. Les ordres pour les préparatifs de l'escadre sont maintenus. On remet à plus tard la décision de savoir qui partirait pour le Brésil.
Le 22 octobre, un édit rend public le décret du Prince Régent ordonnant la fermeture des ports portugais aux navires de guerre et de marchandises anglais. Trois jours plus tard, le Prince Régent fait part à ses ministres des préparatifs pour le voyage du Prince de Beira, ajoutant que c'est toute la famille royale qui partirait si les circonstances l'imposaient. En réalité, la décision de transférer toute la cour vers le Brésil est prise le même jour lors d'une convention secrète signée à Londres et ratifiée ensuite à Lisbonne le 8 novembre. 
C'est sans Rodrigo de Sousa Coutinho que se réalisent les réunions du Conseil d'état du mois de novembre. Avant même de recevoir une réponse du Portugal, Napoléon a donné l'ordre à une armée de près de 30 000 hommes commandés par Jean-Andoche Junot de rentrer en Espagne. Rien ne laisse deviner qu'ils font marche sur le Portugal. On semble vouloir évaluer les forces en présence. Napoléon se montre prudent, allant jusqu'à modifier la clause exigeant le séquestre des biens et des personnes de nationalité britannique. Manuel de Godoy affirme de son côté que si l'Espagne avait eu l'intention de s'emparer du Portugal, elle l'aurait fait dès 1801. L'Angleterre, reste méfiante et exhorte le Portugal à transférer sa famille royale au Brésil, offrant même ses services pour l'escorter. La position britannique s'appuyait sur un document secret indiquant que la fin de la monarchie portugaise avait été décidée par les autres puissances européennes. Le seul moyen de la préserver était donc son transfert au Brésil.
C'est alors que l'on apprend, à Lisbonne, la nouvelle de l'arrestation du prince héritier de la couronne espagnole (le prince des Asturies) ainsi que l'avancée des troupes espagnoles et françaises sur la frontière portugaise. Les intentions de Napoléon concernant le Portugal et l'Espagne étaient dès lors confirmées; les avertissements du roi d'Angleterre et du "parti anglais" auprès du conseil d'État étaient fondées; il n'existait dorénavant aucune alternative au départ de toute la famille royale et du gouvernement du royaume pour Rio de Janeiro.
Les dernières décisions prises par le Prince Régent laissent transparaître le souci de maintenir un certain équilibre entre les deux partis en présence. Le "parti français" voit satisfaites les demandes de Napoléon (fermeture des ports aux navires de guerre et de marchandises anglais; expulsion des Anglais résidents sur le territoire portugais) tandis que le « parti anglais » obtenait la poursuite des préparatifs de l'escadre pour la fuite du Prince de Beira.
Le ministre António de Araújo e Azevedo aura encore le temps de détourner vers les côtes portugaises les quelques troupes encore disponibles, prétendant vouloir se protéger d'un débarquement surprise des Anglais. C'était là une ultime manœuvre pour faciliter l'entrée des troupes commandées par Junot.
Ce n'est que le 23 novembre que le Prince Régent reçoit la nouvelle de l'entrée des troupes françaises en territoire portugais. Il réunit aussitôt le Conseil d'État qui décide de faire embarquer le plus rapidement possible la famille royale et le gouvernement avec l'aide de l'escadre qui était déjà prête pour accueillir le Prince de Beira et les infantes. Pour le prince régent, il s'agit de ne pas tomber aux mains des troupes de Napoléon qui viennent d'envahir le royaume et surtout de sauvegarder la souveraineté des Bragance et l'indépendance du pays.
Durant les trois jours qui suivent, d'autres navires sont appareillés; au total, de quoi transporter vers le Brésil 15 000 personnes. Le 26, une Junte de Gouvernement du Royaume est nommée: elle doit rester au Portugal. Des instructions sont envoyées aux gouverneurs afin qu'ils essaient de maintenir, "dans la mesure du possible", la paix dans le royaume, en recevant bien les troupes de l'empereur.
(...) Je vois qu'à l'intérieur de mon royaume, marchent des troupes de l'empereur des Français et du roi d'Italie, avec qui je m'étais allié sur le continent, convaincu ainsi de ne plus être inquiété (...) et voulant éviter les funestes conséquences qui découlent d'une défense qui serait plus nuisible que profitable, ne servirait qu'à faire couler le sang des hommes, (...) j'ai décidé que ma reine, la famille royale, sa suite, ainsi que moi-même partirions pour les états d'Amérique, nous établir à Rio de Janeiro jusqu'à la proclamation de la paix générale.
Dans son journal, manuscrit de la Bibliothèque Nationale de Ajuda, Junot révèle combien les Français craignaient beaucoup ce départ. En apprenant que celui-ci était imminent, mais ne pouvant voler jusqu'à Lisbonne avec ses troupes, il envoie tout de même Hermann à Lisbonne afin de tenter de le retarder, voire de l'empêcher. "Mr. Hermann ne put voir ni le Prince ni Mr. Araujo; celui-ci lui dit seulement que tout était perdu", répondit Junot à Bonaparte. Pour Araújo, pour le "parti français", le plus important était en vérité perdu - il n'était plus possible aux Français de capturer le Prince Régent du Portugal.

## Départ de l'escadre
L'escadre portugaise quitte le port de Lisbonne le 29 novembre 1807 commandée par le vice-amiral Manuel da Cunha Souto Maior. Elle est composée des navires suivants:
Vaisseaux
- Príncipe Real - Commandant, Capitaine de Vaisseau, Francisco José do Canto Castro e Mascarenhas.
- D. João de Castro - Cmdt, Cap. de Vaisseau, D. Manuel João Loccio.
- Afonso de Albuquerque - Cmdt, Cap. de Vaisseau, Inácio da Costa Quintela (pt)
- Rainha de Portugal - Cmdt, Cap. de Vaisseau, Francisco Manuel Souto-Maior.
- Medusa - Cmdt, Cap. de Vaisseau, Henrique da Fonseca de Sousa Prego (pt).
- Príncipe do Brasil - Cmdt, Cap. de Vaisseau, Francisco de Borja Salema Garção.
- Conde D. Henrique - Cmdt, Cap. de Vaisseau, José Maria de Almeida.
- Martins de Freitas - Cmdt, Cap. de Vaisseau, D. Manuel de Menezes (pt).

Frégates
- Minerva - Cmdt, Cap. de Vaisseau, Rodrigo José Ferreira Lobo.
- Golfinho - Cmdt, Cap. de Frégate, Luís da Cunha Moreira (pt),
- Urânia - Cmdt, Cap. de Frég., D. João Manuel.

Bricks
- Lebre - Cmdt, Cap. de Vaisseau, Daniel Tompsom.
- Voador - Cmdt, Cap. de Frég., Maximiliano de Sousa.
- Vingança - Cmdt, Cap. de Frég., Diogo Nicolau Keating.

Goélettes
- Furão - Cmdt, Capitaine lieutenant, Joaquim Martins.
- Curiosa - Cmdt, Premier Lieutenant, Isidoro Francisco Guimarães (pt).

La famille royale embarque le 27 novembre. Les dernières décisions sont prises à bord. Le 28 novembre, il n'est pas possible de lever l'ancre car les vents soufflent du sud. Pendant ce temps les troupes françaises ont laissé derrière elles les terres de Santarém, passant la nuit à Cartaxo. Le 29 novembre, au petit matin, le vent se lève, soufflant du nord-est, le Príncipe Regente ordonne le départ. Quatre nefs de la Marine Royale Britannique, sous le commandement du capitaine Graham Moore, renforcent l'escadre portugaise jusqu'au Brésil.
Le général Junot entre dans Lisbonne à 9 heures du matin le 30 novembre, à la tête d'une armée de 26 000 hommes. Un détachement de la cavalerie portugaise va à sa rencontre pour se rendre et se mettre sous ses ordres.

## Le voyage et l'arrivée à Bahia

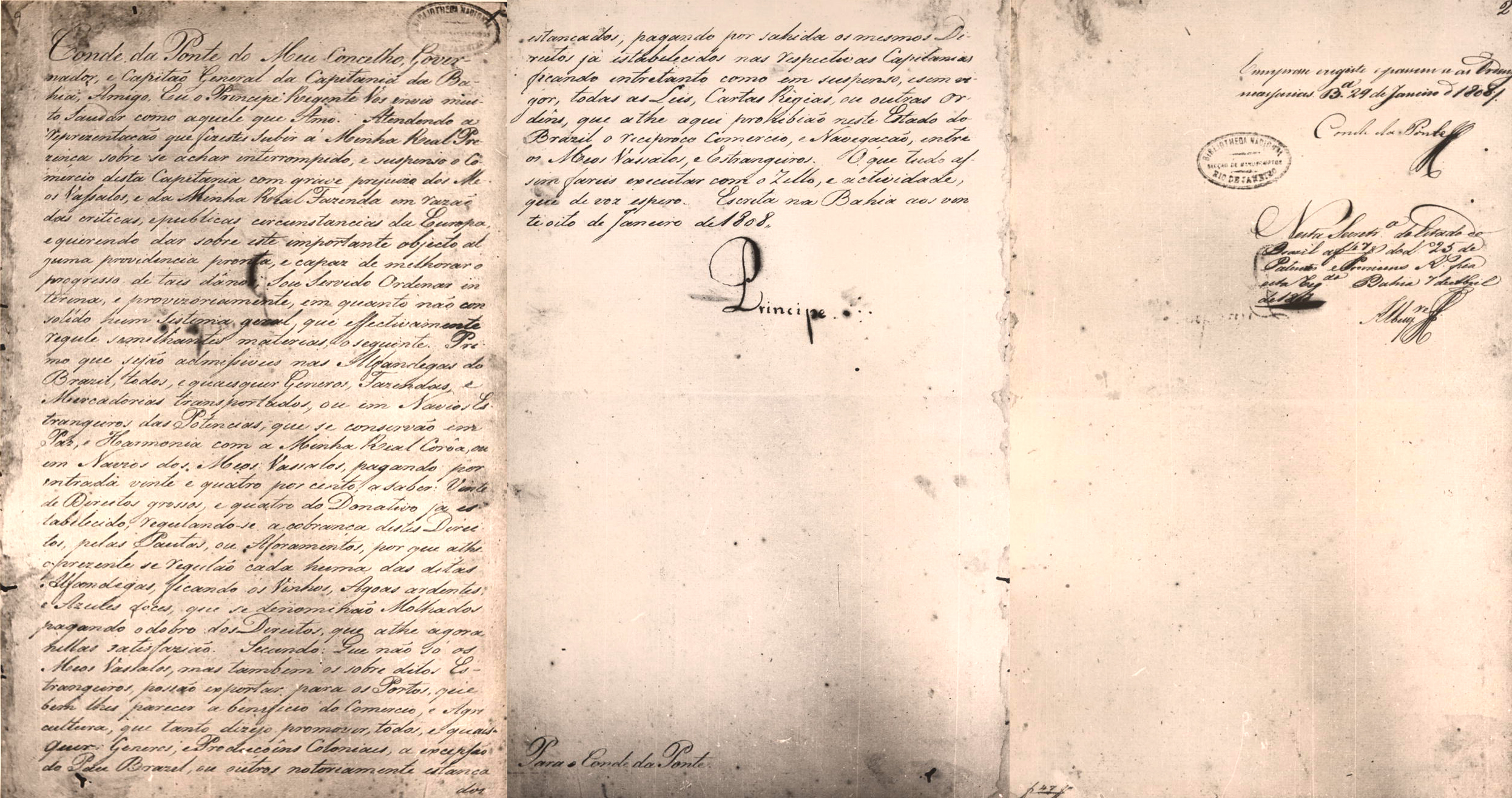
Décret royal déclarant l'ouverture des ports aux nations amies.

Après le départ, une grosse tempête disperse les navires de l'escadre portugaise, escortés par les Anglais. Le 5 décembre, ils parviennent à se regrouper avant d'aborder, le 11 décembre, l'île de Madère.
Les embarcations atteignent la côte de Bahia le 18 janvier 1808; le 22 janvier, les habitants de Salvador peuvent apercevoir les navires de l'escadre. À quatre heures de l'après-midi du 22 janvier, après avoir jeté l'ancre, le Comte da Ponte, gouverneur de la capitainerie de Bahia à l'époque se rend à bord du navire Príncipe Real, suivi le lendemain par les membres du Conseil Municipal.
Le cortège royal ne débarque que le 24, à cinq heures de l'après-midi dans une ambiance solennelle.
C'est à Salvador qu'est signé à ce moment le décret d'ouverture des ports aux nations amies ; c'est le début de changements irrémédiables pour la colonie portugaise.

## L'arrivée à Rio de Janeiro
L'escadre quitte Salvador pour Rio de Janeiro, où elle débarque le 8 mars, sur la Place du Palais (Largo do Paço), actuelle Place du Quinze Novembre.
Les membres de la famille royale sont logés dans trois immeubles du centre-ville, dont le palais du vice-roi Marcos de Noronha e Brito, comte dos Arcos, et le couvent des Carmélites. Le reste de la cour est éparpillé dans la ville, dans des résidences confisquées à la population et marquées avec les initiales "P.R." ("Prince Régent"), que l'ironie populaire de l'époque transforme parfois en « Ponha-se na Rua » (Prenez la porte), ou « Prédio Roubado » (Immeuble volé).
Juste après l'arrivée de la cour au Brésil, le Portugal déclare la guerre à la France et occupe la Guyane française en 1809.
En avril 1808, le Prince Régent décrète la suspension de la loi de 1785 qui interdisait la création d'industries au Brésil. Cette mesure permet l'installation, en 1811, de deux usines de fer, à São Paulo et à Minas Gerais. Mais le souffle du progrès n'ira pas plus loin, la concurrence exercée par des articles anglais de qualité et à prix relativement accessible bloquant la production locale. L'efficacité de la mesure sera définitivement annulée par la signature des traités de 1810 : le « Traité d'Alliance et d'Amitié » et le « Traité de Commerce et de Navigation ». Avec ce dernier, le gouvernement portugais concédait aux produits anglais une taxe préférentielle de 15 %, alors que celle touchant les articles provenant du Portugal était de 16 % et celle des pays amis, de 24 %. Dans la pratique, c'était la fin du « pacte colonial ».
Rio de Janeiro est proclamée nouvelle capitale de l’empire colonial portugais. Le Brésil perd alors son statut colonial et peut commercer avec tous les pays (Carta Regia). L’interdiction de créer des manufactures est levée et la première université fondée. Le Royaume-Uni assura la protection du Brésil en échange de contrats commerciaux. À cette époque, une convention secrète entre le Portugal et le Royaume-Uni stipulait qu'au cas où la cour portugaise émigrerait au Brésil, Londres ne reconnaîtrait jamais au Portugal une autre dynastie que la maison de Bragance.
En plus de la famille royale, l'administration portugaise, avec la plupart de ses fonctionnaires, a été transférée au Brésil. Près de 14 000 personnes ont émigré. Les premières institutions culturelles importantes apparaissent à ce moment au Brésil.

## Changements intervenus au Brésil

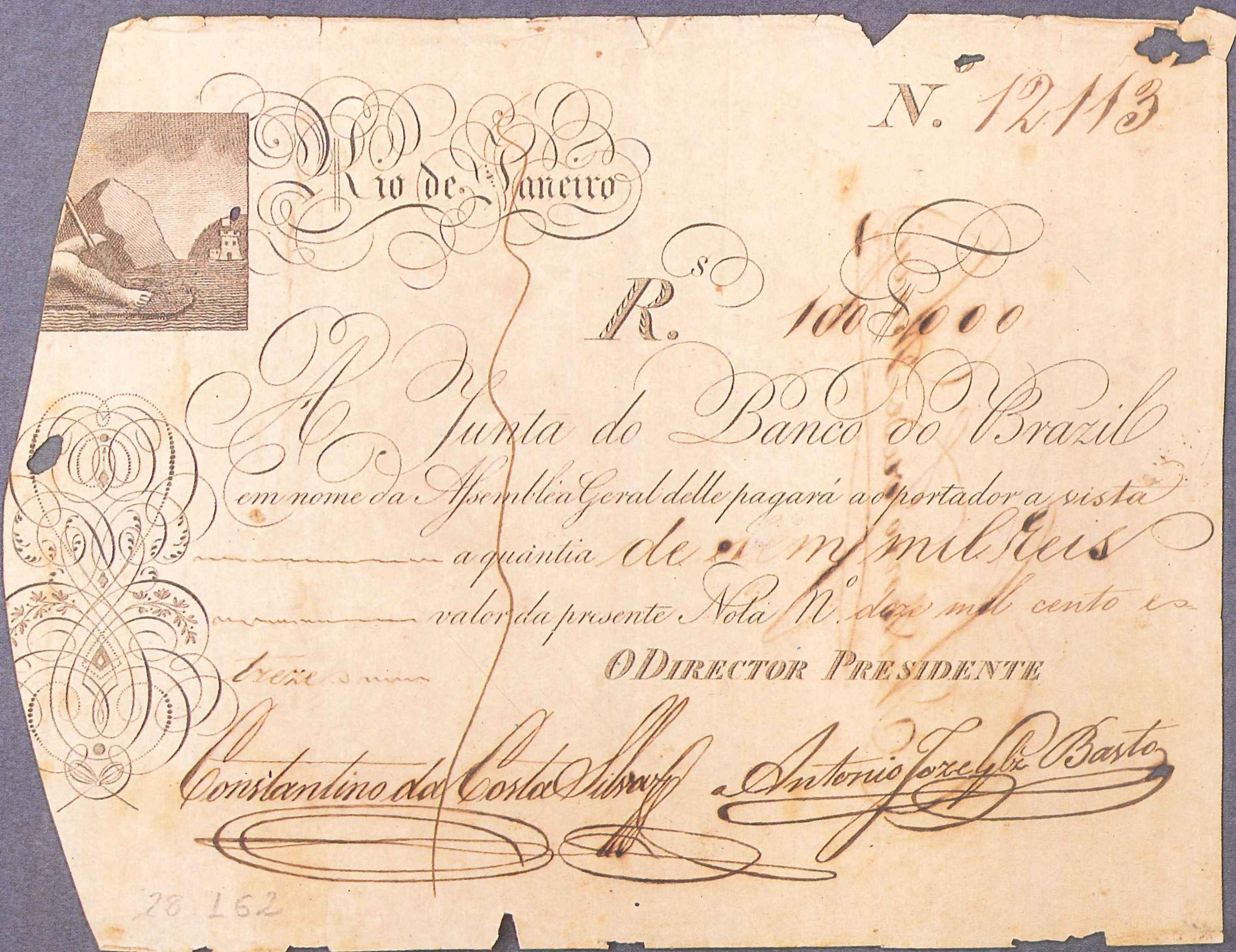
Premier billet de banque, précurseur des actuels billets émis par la Banco do Brasil en 1810.

Parmi les changements provoqués par l'installation de la famille royale au Brésil, on peut en distinguer 8 principaux:
- la fondation de la première Banque du Brésil, en 1808 ;
- la création de la "Presse Royale" (Imprensa Régia) et l'autorisation du fonctionnement de typographies et de publication de journaux toujours en 1808[4] ;
- la création de l'Académie militaire Royale (1810) ;
- l'ouverture de quelques écoles dont deux écoles de médecine à Bahia et à Rio de Janeiro ;
- l'installation d'une fabrique de poudre et d'industries du fer à Minas Gerais et à São Paulo ;
- la venue de la Mission artistique française en 1816, et la fondation de l'Académie des beaux-arts de Rio de Janeiro ;
- le changement de nom des unités territoriales; les anciennes « capitaineries » deviennent des « provinces » (1821) ;
- la création de la Bibliothèque Royale (1810), du Jardin Botanique de Rio de Janeiro (1811) et du Musée Royal (1818), devenu depuis Musée National.

## Conséquences
La révélation de la correspondance secrète entre Junot et Napoléon, ainsi que le contenu du traité secret de Tilsit, ne laissent aucun doute sur les ambitions de ce dernier : son projet pour la péninsule ibérique est bien de substituer les familles royales régnantes par des membres de sa propre famille. Avec cette fuite spectaculaire, ce projet échoue de peu, du moins au Portugal. En Espagne, il parvient à déposer les rois Ferdinand VII et Charles IV et à les remplacer par Joseph Bonaparte.
Le "parti français" au Portugal, ne s'avouant pas vaincu, commence immédiatement à diffuser l'idée que la retraite stratégique de la cour vers le Brésil n'est rien d'autre qu'une fuite, qui aurait laissé le Portugal sans roi ni loi. Une délégation est envoyée auprès de Junot afin de convaincre Napoléon de leur donner une nouvelle constitution et un roi.
Durant toute la période des invasions napoléoniennes, une régence de cinq personnes gouverne le pays. Après la défaite de Napoléon et malgré le départ de ses troupes, la famille royale et la cour décident de rester au Brésil. Cette décision bouleverse les rapports de force entre la colonie et la métropole. Elle est notamment à l'origine de la révolution libérale du 24 août 1820 au Portugal très influencée par les idées françaises ; le nouveau gouvernement exige le retour de la famille royale portugaise et de la cour à Lisbonne. Le 4 juillet 1821, Jean prend ses fonctions de roi constitutionnel après avoir quitté le Brésil le 26 avril.
Son fils, Pierre Ier (Pierre IV de Portugal) resté au Brésil comme régent refuse de se rendre au Portugal. Le comportement des députés vis-à-vis du Brésil lors des Cortes constituantes provoque bientôt la colère de l'ancienne colonie et amène Pierre à proclamer l'indépendance du Brésil le 7 septembre 1822 à São Paulo.
Cet épisode historique a aussi des inconvénients dans le domaine économique : il prive les planteurs de coton du Brésil de leurs débouchés vers les industriels français, pour qui le Brésil était la première source d'approvisionnement en 1807. Les cours du coton flambèrent en 1807 et 1808, alors que les importations françaises chutent, passant de 12 à 4 millions de kilos de coton en deux ans. Le coton est alors la première matière exportée par le Brésil.

## Source et bibliographie
- Pierre Louis Pascal de Jullian et George Canning Histoire du ministère de G. Canning, Volume 2 sur Google Livres page 85
- Raimundo Faoro, Os donos do poder. São Paulo: Globo, 1991.
- Laurentino Gomes, 1808: Como uma rainha louca, um príncipe medroso e uma corte corrupta enganaram Napoleão e mudaram a História de Portugal e do Brasil. São Paulo: Ed. Planeta, 2008.
- Oliveira, Cecília Helena de S., A independência e a construção do império. São Paulo: Atual, 1995.
- Manuel de Oliveira Lima, D. João VI no Brasil (2ª ed.). Rio de Janeiro: José Olympio, 1945.
- Cristóvão Aires de Magalhães Sepúlveda, História Orgânica e Política do Exército Português - Provas, volume XVII, Invasão de Junot em Portugal. Coimbra: Imprensa da Universidade, 1932.
- António Sardinha, Ao Ritmo da Ampulheta (2ª ed.). Lisboa: Biblioteca do Pensamento Político, 1978. p. 246-256.
- Patrick Wilcken, Império à Deriva. A corte Portuguesa no Rio de Janeiro 1808-1821. Rio de Janeiro: Objetiva, 2005.